# Uralborita
La uralborita és un mineral de la classe dels borats. Rep el seu nom de la zona on va ser descoberta, els monts Urals, i de la seva composició química, un borat.

## Característiques
La uralborita és un borat de fórmula química CaB₂O₂(OH)₄. Cristal·litza en el sistema monoclínic. Es troba en forma de cristalls prismàtics, de diversos centímetres, allargats al llarg de [100], generalment en agregats radials fibrosos. La seva duresa a l'escala de Mohs és 4. És un mineral dimorf de la vimsita.
Segons la classificació de Nickel-Strunz, la uralborita pertany a «06.DA: Nesotetraborats» juntament amb els següents minerals: bòrax, tincalconita, hungchaoïta, fedorovskita, roweïta, hidroclorborita, borcarita, numanoïta i fontarnauïta.

## Formació i jaciments
És un mineral secundari poc freqüent que es troba en skarns de minerals de ferro rics en bor. Va ser descoberta l'any 1961 al dipòsit de bor i coure de Novofrolovskoye, a l'óblast de Sverdlovsk (Rússia), on es troba associada a altres minerals com: andradita-grossulària, magnetita, szaibelyita i frolovita. També ha estat descrita a la mina Fuka (illa de Honshu, Japó), on es troba associada a sibirskita, borcarita, fluorita i calcita.